# Pave Pius 10.
Skt. Pius 10., født Giuseppe Melchiorre Sarto, (2. juni 1835 – 20. august 1914) var pave fra 1903 til sin død. Han var den første pave, som blev kanoniseret siden pave Pius 5.

## Baggrund
Sarto blev født i Riese i Veneto-provinsen. Forældrene var Giovanni Battista Sarto, en postmand, og hans kone Margarita. Sarto blev præsteviet i 1858, og som ung præst studerede han både Thomas Aquinas og kanonisk ret. I 1884 blev han biskop af Mantua, og i juni 1893 blev han udnævnt til kardinal. I 1896 blev han desuden udnævnt til patriark af Venezia. Imidlertid opstod der problemer med udnævnelsen, da italienske myndigheder hævdede at besidde retten til at nominere kandidater, en praksis, som havde været gældende, da byen var del af Østrig. Det italienske hofs antiklerikale holdning og den skuffelse, den romerske kurie følte over at være blevet frataget sit territorium i 1870, komplicerede forholdet. Men til slut gav den italienske stat op, og Sarto kunne tiltræde sit embede. Han opretholdt dog hele sit liv kravet om at få Kirkestaten tilbageleveret fra den italienske stat. 

## Pave
Efter pave Leo 13.s død blev Sarto valgt til pave af konklavet den 4. august 1903 med antagelig 55 af 60 stemmer.
Ved dette konklave blev det østrigske veto brugt for sidste gang, mod kardinal Mariano Rampolla (kardinalstatssekretær). Pius 10. afskaffede derefter vetoretten.
Pius blev kronet søndag 9. august 1903. Ved sin tiltrædelse advarede han mod "den løgnagtige nye videnskab", og ville "forny alt i Kristus", dvs. indskærpe et fortsat traditionelt fromhedsliv blandt gejstlige og lægfolk. Han stemplede de protestantiske reformatorer som "hovmodige, oprørske mennesker...fjender af Kristi kors". Pius indskærpede, at præsteuddannelsen skulle basere sig på Thomas Aquinas' bibelforståelse, og forlangte i 1910, at universitetsteologer, præster og lærere skulle aflægge en "anti-modernist-ed", hvor de erklærede lydighed mod pavens myndighed og afviste den historisk-kritiske metode etc. Resultatet blev censur, kontrol, samvittighedskvaler og afskedigelser, og markante kritiske teologer som den irske jesuit George Tyrell  og den franske pater Alfred Loisy  blev udstødt af kirken. Antimodernist-eden blev først afskaffet i 1967. 
- Han fordømte det han kaldte "modernister" og "relativister".
- Han ændrede navnet på pavestolens officielle nyhedsbulletin fra Acta Sanctae Sedis til Acta Apostolicae Sedis.

I 1954 blev han kanoniseret af pave Pius 12., der roste ham varmt, fordi han havde "som en ufejlbarlig troens lærer afsløret de falske lærer...og reformeret dem med den nødvendige strenghed." 